# Furen, Vrața
Furen (în bulgară Фурен) este un sat în comuna Krivodol, regiunea Vrața,  Bulgaria. 

## Demografie
Componența etnică a satului Furen
     Nicio identificare (18,32%)
     Bulgari (81,67%)
     Altele (0%)
La recensământul din 2011, populația satului Furen era de 251 locuitori. Din punct de vedere etnic, majoritatea locuitorilor (81,67%) erau bulgari. Pentru 18,32% din locuitori nu este cunoscută apartenența etnică.